# بهرام چوبین
بهرام مِهربندَک یا بهرام ششم ملقب به بهرام چوبین یا وهرام چوبینه (به پارسیگ: 𐭥𐭫𐭧𐭫𐭠𐭭؛ درگذشته ۵۹۱) که با لقب مهر بندک ("خدمتگزار میترا") نیز شناخته می‌شد، یک نجیب‌زاده، سپهبد ارتش و رهبر سیاسی اواخر امپراتوری ساسانی و برای مدت کوتاهی حاکم آن با عنوان بهرام ششم (حک: ۵۹۰–۵۹۱) بود. وی پسر بهرام گشنسپ از خاندان مهران (یکی از هفت خاندان ممتاز ساسانی) و اهل شهر ری بود. درباره معنای لقب چوبین چند علت نام برده شده که کهن ترین روایت این است که او به علت بلندی قد و لاغر بودن اندام، به چوبین (مانند چوب) معروف شده بود.
جلال خالقی مطلق عقیده دارد که «شوبین» لقب بهرام نیز تحریف دیگری از همان لقب آرش باشد که بهرام خود را از نسل وی می دانست. در این صورت، گونهٔ به‌ظاهر فاسدتر و بی‌معنی «سونیر» که در نظم‌الجوهر آمده‌ است، به اصل فارسی یعنی «شیواتیر» نزدیک‌تر است که بعداً به گونه‌های فاسدتر، ولی در عین حال معنی‌دارِ «شوبین» و «چوبین» تحریف بیش‌تری یافته‌ است. برخی نیز این لقب را با زوبین به معنای نیزه مربوط دانسته‌اند.
بهرام کار خود را به عنوان فرماندار ری آغاز کرد و پس از تصرف دژ بیزانسی دارا و نبرد در جنگ ۵۷۲–۵۹۱، به فرماندهی کل ارتش (سپهبد) بخش‌های شمال غربی امپراتوری ارتقاء یافت. پس از تهاجم گسترده هپتالیان-ترکان به قلمروهای شرقی ساسانیان در سال ۵۸۸، او به عنوان سپهبد خراسان منصوب شد و کارزاری را آغاز کرد که به پیروزی قاطع ایرانیان انجامید.
بهرام به دلیل تبار اشرافی، شخصیت، مهارت‌ها و دستاوردهایش جایگاه والایی در ایران به دست آورد. شاه ساسانی، هرمز چهارم (حک: ۵۷۹–۵۹۰)، که از قبل به بهرام اعتماد نداشت، این فرمانده محبوب را از فرماندهی‌ خلع کرد. بهرام، شورشی را با هدف احیای امپراتوری "برحق‌تر" اشکانی آغاز کرد و خود را منجی موعود دین زرتشت معرفی کرد. پیش از آنکه او به پایتخت ساسانی، تیسفون، برسد، هرمز به دست جناح دیگری بر ضد او، به رهبری دو برادر اسپهبد، ویستهم و وندوی، برای حمایت از پسرش، خسرو دوم، ترور شد. هنگامی که بهرام تیسفون را تصرف کرد، خسرو دوم به امپراتوری بیزانس گریخت. خسرو با کمک بیزانس، کارزاری را علیه بهرام آغاز کرد.
نیروهای بهرام که از لحاظ تعداد کمتر بودند، شکست خوردند، اما او موفق شد به خاقانات ترک غربی بگریزد و در آنجا به گرمی مورد استقبال قرار گرفت. او اندکی بعد به تحریک خسرو دوم، که در آن زمان شاه بود، ترور شد.
میراث بهرام چوبین حتی پس از فتح اعراب در میان ملی‌گرایان ایرانی و همچنین در ادبیات فارسی باقی ماند.

## نام و پیشینه
بهرام چوبین که با نام‌های دیگری مانند وهرام چوبین، بهرام ششم و وهرام چوبینه نیز شناخته می‌شود، پسر بهرام گشنسپ می‌باشد. خاندان مهران به عنوان یکی از هفت خاندان ممتاز ساسانی به‌شمار می‌رفت که بهرام چوبین از این خاندان بوده است. حوزه حکومت این خاندان ری و تبرستان (مازندران) بود. دلیل آوازه‌ی بهرام به چوبین بخاطر قامت بلند و لاغر بودن اندامش بوده است. سرگذشت بهرام را نویسنده گمنامی نوشته که می‌گوید علاوه بر قهرمان بودن بهرام در جنگ، او دارای منش‌های نیکی بوده و به عنوان یک جوان مرد شناخته می‌شد.
نام بهرام، شکل فارسی نو از فارسی میانه Warahrān (همچنین به صورت Wahrām) است که از فارسی باستان Vṛθragna گرفته شده است. معادل اوستایی آن ورثرغنه، نام خدای پیروزی است، در حالی که نسخه پارتی آن Warθagn است. نام خانوادگی بهرام، چوبین ("تنه چوبی"، "مانند نیزه")، لقبی بود که به دلیل ظاهر بلند و باریکش به او داده شد. ظاهر او همچنین توسط شاعر ایرانی، فردوسی، که در شاهنامه خود بهرام را به عنوان جنگجویی قدبلند و گندمگون با موهای فرفری مشکی توصیف کرده، مورد تاکید قرار گرفته است. نام بهرام چوبین در گرجی به صورت Baram Č‛ubin[i] و در ارمنی به صورت Vahram Ch’obin تأیید شده است. نام کوچک او همچنین در لاتین به صورت Vararanes و در یونانی به صورت Baram (Βαράμ) و Baramos (Βάραμος) ظاهر می‌شود.
بهرام عضوی از خاندان مهران، یکی از هفت خاندان بزرگ ایران بود. این خانواده اصالتاً اشکانی بودند و مرکز آن‌ها در ری، در جنوب تهران، پایتخت ایران امروزی قرار داشت. پدر بهرام، بهرام گشنسپ، یک افسر نظامی بود که در زمان حکومت خسرو اول (حک: ۵۳۱–۵۷۹) با بیزانسی‌ها جنگیده و در یمن لشکرکشی کرده بود. پدربزرگ او، گرگین میلاد، از سال ۵۷۲ تا ۵۷۴ به عنوان مرزبان (فرمانده استان مرزی، "مارگراف") ارمنستان خدمت کرده بود. بهرام چوبین سه خواهر و برادر داشت: یک خواهر به نام گردیه و دو برادر به نام‌های گردیه و مردان سینا.

## هجوم گوک ترکان

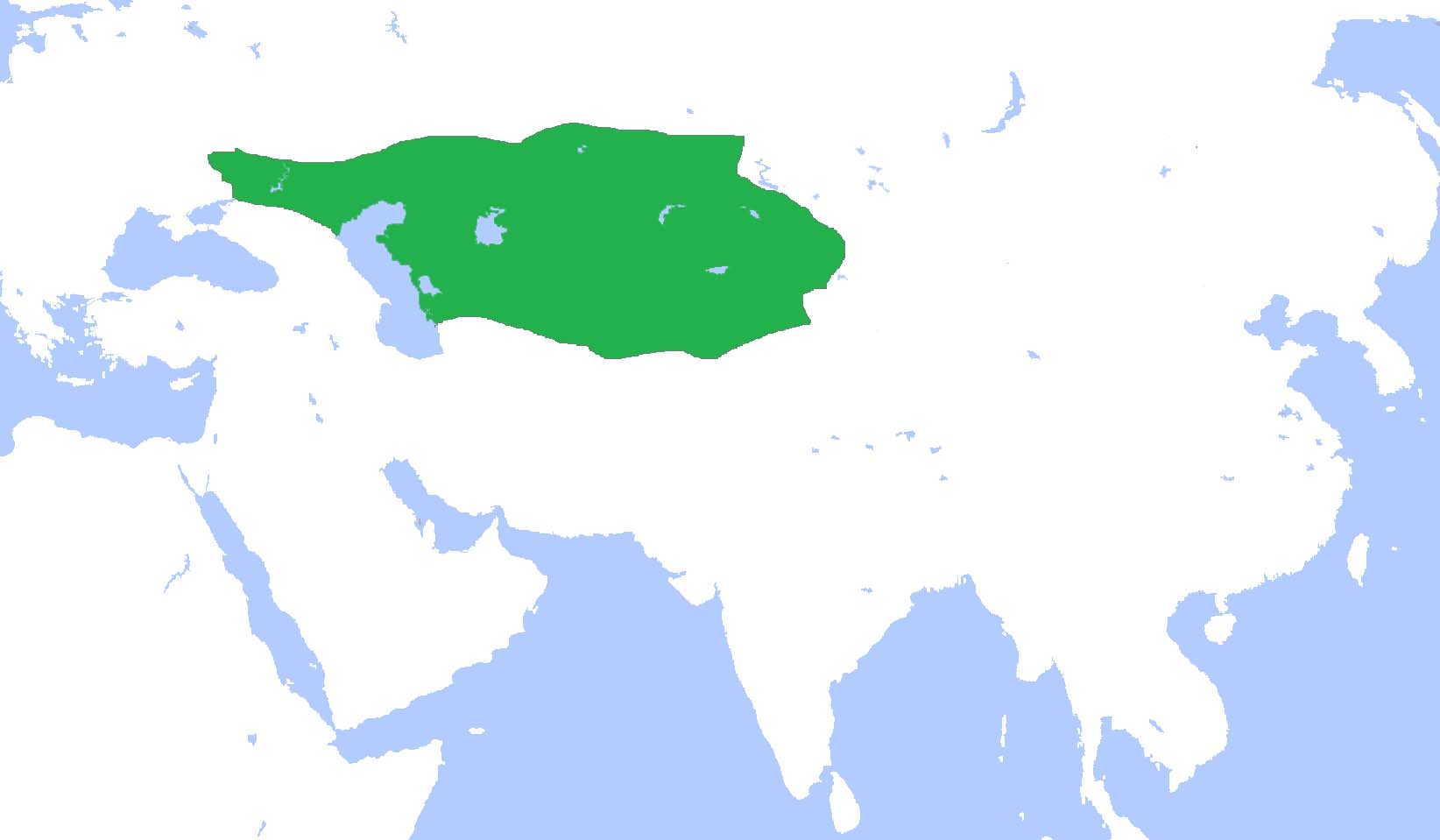
خاقانات غربی ترک

در سال ۵۸۸–۵۸۹ میلادی، در آخرین سال سلطنت هرمز چهارم، لشکریان خاقانات غربی ترک و خزرها به سرزمین‌های اران و آرمین (ارمنستان) حمله‌ور شدند. در همین زمان در شرق نیز باغا خاقان به ایران حمله کرد و سپاه صد هزار نفری ایران که در مرز به نگهبانی می‌پرداخت، مغلوب ترکان شد. بهرام در آن هنگام مرزبان، استان‌های ارمنستان و آذربادَگان (آذربایجان) بود. هرمز چهارم بهرام را برای مقابله به سوی ترک‌ها گسیل داشت.
این جنگ به نام نخستین جنگ ساسانیان و ترک‌ها شناخته می‌شود. بهرام دوازده هزار تن از سوارکاران را برگزید که سن هیچ‌ یک از آنان کمتر از چهل سال نبود. این در حالی بود که سپاه پادشاه ترکان، چهارصد هزار تن نیز ذکر کرده اند که تا هرات و بادغیس پیش آمده بودند. گمان می‌رود که بهرام از این روی این رقم سپاهی را انتخاب کرده‌ است که عدد دوازده در نزد ایرانیان مقدس بوده و در تاریخ اسطوره‌ای ایران نیز در چند جنگ، مثل جنگ رستم برای نجات کیکاووس از دست دیوان مازندران و جنگ اسفندیار با ارجاسب و جنگ گودرز به خونخواهی سیاوش، نیز دوازده هزار نفر، در سپاه شرکت داشتند و در تمامی این جنگ‌ها ایرانیان پیروز شده بودند. سپس جنگ دیگری با دشمن کرد که در آن پسر خان بزرگ هم به اسارت درآمد.

نقشه مرز روم-ساسانی در اواخر دوران باستان (در سال ۵۹۱ میلادی) که پس از پیروزی خسرو دوم بر بهرام، بین دو امپراتوری برقرار شد.

بهرام که سرداری دلیر بود با سپاهی اندک اما زبده، سپاه خاقان را در مرزهای شرقی به شدت شکست داد؛ حتی باغا خاقان (شابه شاه) را کشت و علاوه بر غنایم سرشار و باورنکردنی‌ که به دست آورد، ترکان را به پرداخت باج نیز ملزم کرد.
در ۷ آذر ۵۸۸ میلادی، ارتش ایران در جنگ با خاقان در بلخ، از جنگ‌افزار تازه‌ای که در آن نفت خام به کار رفته بود، سود برد. در این جنگ بهرام چوبین که در تاریخ نظامی جهان، از او به نابغهٔ رزم نام برده‌اند فرماندهی ارتش ایران را بر دوش داشت. شمار نیروهای خاقان ۳۰۰ هزار تن و شمار سربازان بهرام چوبین، ۱۲ هزار تن بود. بهرام چوبین برای آن‌که بتواند از عنصر غافلگیری استفاده کند ، نخست به اهواز رفت سپس از راه یزد و کویر، خود را به خراسان رساند، از این رو، هنگامی خاقان از لشکرکشی بهرام آگاه شد که تا رسیدن سربازان ایرانی به بلخ، تنها ۴ روز مانده بود. بهرام به یگان‌های آتشبار (نفت‌اندازان) گفت که یورش را با پرتاب پیکان‌ های شعله‌ور آغاز کنند و ادامه دهند تا آرایش سپاهیان خاقان برهم خورد. در این نبرد، بهرام با ۲ هزار سوار گزیده به جایگاه خاقان یورش برد. خاقان گریخت سپس کشته شد و سپاه بزرگ او از هم پاشید و پسر وی نیز گرفتار شد. این جنگ تنها یک روز به درازا کشید که از شگفتی‌های تاریخ نظامی جهان است.

## شورش علیه هرمز چهارم
پیش زمینه
در تاریخ هفت اقلیم و الفی جاماسب ملقب به اردوان شاه پسر هرمز آورده شده است، که توسط بهرام چوبین (از بزرگ‌زادگان خاندان اشرافی مهران) تربیت یافته است. خسرو پرویز که به سلطنت رسید به وی لقب برمک داد و او را متولی نوبهار کرد، فرمانروایی بلخ، کابل، سند، فرغانه، مکران... به‌دست او سپرد.

در دوران هرمز چهارم، ایران و امپراتوری بیزانس بار دیگر وارد جنگ با هم شدند. از معروف‌ترین و زبده‌ترین سرداران هرمز، فردی بود به نام بهرام چوبین از مردم ری، پسر بهرام گشنسپ. وی فرماندهی توانمند و محبوب سپاهیان، و در عین حال پرنخوت و پرمدعا و سخت آزمند قدرت؛ و از این بابت به بزرگان ملوک‌الطوایفی قدیم شباهت داشت. در همین زمان (۵۸۸ م) علاوه بر مشکل رویارویی با بیزانس، یک مشکل دیگر هم از سوی شرق و شمال به وجود آمد: خاقان ترک باغا خاقان که در منابع اسلامی به اشتباه شابه شاه (ساوه شاه؛ سابه شاه) نامیده شده‌است، و گویا علاوه بر خیال انعقاد معاهدهٔ بازرگانی با بیزانس، رؤیای تسلط بر ایران و بیزانس را نیز در سر می‌پروراند، علی‌رغم خویشاوندی‌ای که با هرمز داشت، از وضع موجود - مخالفت بزرگان با هرمز و اشتغال ساسانیان به جنگ با بیزانس - استفاده کرد و در سال ۵۸۸ م. به همراه اتباع هپتالی‌اش شروع به تاخت‌وتاز در جنوب آمودریا کرد و سپاهیان ایران را در بلخ شکست داد و تا شهرهای تالقان، بادغیس و هرات پیش رفت. در همین هنگام اعراب مرزنشین در حدود فرات به سرکردگی دو شیخ به نام‌های عباس احول و عمرو بن ازرق هم بر ساسانیان شوریدند و سرزمین‌هایی را که تا کرانه‌های فرات امتداد داشتند، مورد غارت قرار دادند. طوایف ترک و خزر نیز از طریق خزر و تنگهٔ در آلان (دربند باب‌الابواب) به آران و آرمین حمله کردند.

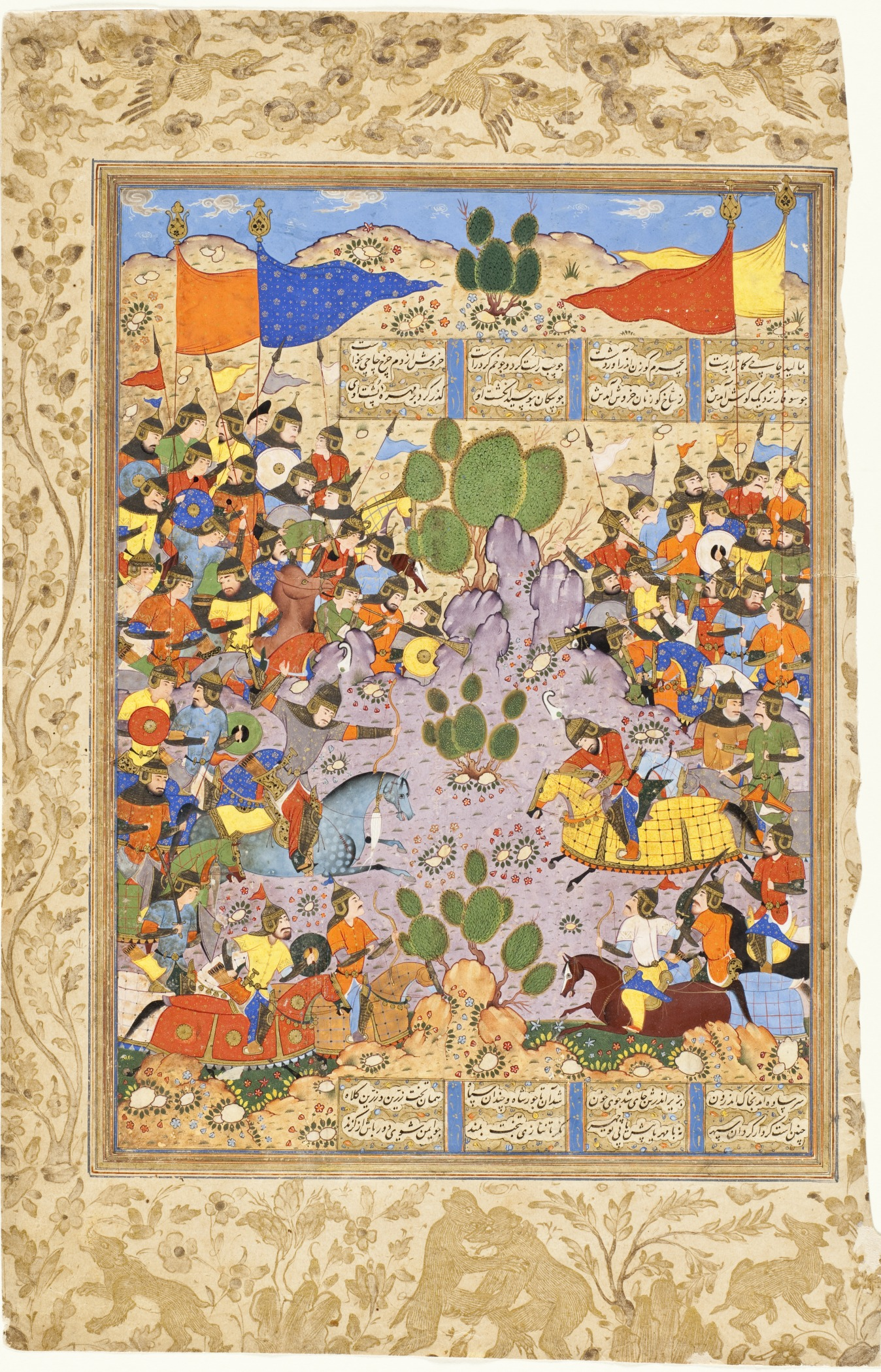
نبرد بهرام چوبین با باغا خاقان

همچنین هرمز سپاه بزرگی به جنگ خزرها فرستاد و آن‌ها را به سختی شکست داد و مجبور به بازگشت کرد. کار مقابله با شیوخ عرب هم آسان بود و آن‌ها با دریافت مبلغی اندک، حاضر شدند از ادعاهای خود کوتاه بیایند و میان‌رودان ایران را تخلیه کنند.
این پیروزی چشمگیر و نیز پیشینهٔ تباری طولانی‌ تر بهرام نسبت به ساسانیان، باعث تکبر و غرور هرچه بیشتر بهرام شد. هرمز که کم‌کم از پیروزی‌های این سردار نگران می‌شد، او را به فرماندهی کل سپاه در برابر بیزانس گماشت و بلافاصله به جنگ در لازستان، آرمین (ارمنستان) و نواحی جنوبی قفقاز گسیل داشت (۵۸۹ م). اما بهرام که از موفقیت‌های چشمگیر پیشین و این انتصاب مهم بسیار مغرور شده بود، در جنگ با بیزانسی‌ها شکست سختی خورد.
آغاز شورش
هرمز که فرصت مناسبی یافته و از شکست او باطناً خشنود شده بود و می‌خواست غرور وی را بشکند، به نشانهٔ تحقیر، دوکدان و جامه‌ای زنانه برای او فرستاد و او را به طرز زشتی از فرماندهی سپاه برکنار کرد. اما بهرام با نمایش زیرکانه‌ای که ترتیب داد، موفق شد سپاه تحت امرش را در اهانتی که پادشاه به او کرده بود، شریک و همدرد کند و احساسات آنها را تحریک نماید. سربازان وفادار به بهرام، این توهین شاهنشاه به سردار محبوبشان را توهین به خود قلمداد کردند و به شدت برافروختند و بهرام به پشت‌گرمی این هواداران و به سبب اطمینان و اعتمادی که نسبت به وفاداری و سرسپردگی آنها داشت، برعلبه شاه شورش کرده و اهانت شاه را با اعلام استقلال از حکومت مرکزی پاسخ داد (۵۸۹ م). این طغیان باعث شد، شورش‌های گوناگونی از هر گوشهٔ مملکت شعله‌ور شود، چون غیر از سپاه بهرام، دسته‌هایی از یک سپاه دیگر هم که در حوالی نصیبین از بیزانسی‌ها شکست خورده بودند و از خشم و تنبیه شاه می‌ترسیدند، در طغیان با بهرام هم‌نوا شدند. وضعیت در تیسفون هم به ضرر هرمز بود: بی‌عدالتی شاهنشاه، خشونت و تندی‌های او با نجبا و درباریان، آن‌ها را سرخورده و به شدت از شخص شاه منزجر کرده بود. هیربدان و موبدان هم از سیاست‌های دینی هرمز شدیداً ناراضی بودند و در واقع هر چهار پایهٔ تخت سلطنت به لرزه افتاده بود.
واقعهٔ شورش بهرام از آن جهت که نخستین باری بود که فردی خارج از خاندان ساسان ادعای سلطنت و علیه حکومت مرکزی شورش می‌کرد، حائز اهمیت است. این شورش احتمالاً تکانه شدیدی به ساسانیان وارد کرده بود. وقوع شورش مزبور شاید به سبب خصوصیات نظام متمرکز نیرومند و مشکلات تبلیغات مربوط به شاهنشاهی در حکومت ساسانی هنگام روی کار آمدن فرمانروایی ضعیف یا مورد نفرت بوده باشد. نهادهای اصلاح شدهٔ زمان قباد یکم و خسرو انوشیروان با گذشت زمان استوارتر شده و کم‌کم چنان نیرویی یافته بودند که به رغم آشوب‌ها و تنش‌های سیاسی موجود در ساختار قدرت، به خوبی به کار خود ادامه می‌دادند. همین مسئله در مورد امور محلی نیز صادق بود؛ دهقان‌ها تبدیل به مقامات رسمی و مهمی شده بودند، و در نظر اهالی هر محل، اداره کردن امور آن محل به‌خصوص و پرداختن به مسائل و موضوعات محلی و جزئی از پرداختن به مسائل کلان سیاسی شاهنشاهی اهمیت بیشتری یافته بود.

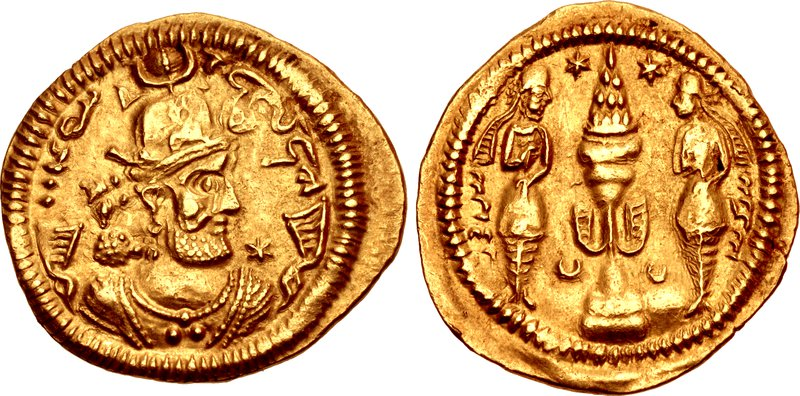
سکه طلا که به نام بهرام چوبین ضرب و در شوش یافت شده است.

 تورج دریایی بر این باور است که «با وارد آمدن ضربات سنگینی بر تبلیغات شاهنشاهی در قرن هفتم میلادی و فتوحات اعراب مسلمان، تغییر و تحول واقعی مهمی در نهادها و تأسیسات و مقامات شاهنشاهی پدید نیامد و نظام حتی در زیر فرمانروایی حکام مسلمان به کارکرد خود ادامه داد. این موضوع را پذیرش نظام اداری ایران و کارکنان آن توسط خلفای اسلامی تأیید می‌کند».
بهرام روی پشتیبانی موبدان و بزرگان ناراضی حساب می‌کرد. علاوه بر این او از اینکه سوءظن موجود بین هرمز و پسرش خسرو، پادشاه را از اخذ تصمیم قاطع برای مقابله با او باز خواهد داشت، تا حدی مطمئن بود، چون طبق یک روایت طبری، ظاهراً خود او در ایجاد نفاق و وحشت بین پدر و پسر دست داشت و ترتیب کار را طوری داده بود که خسرو به سبب ترس از پدر، پایتخت را ترک کند. اما به نظر می‌رسد بهرام برخلاف انتظاری که داشت، حمایت چندانی از بزرگان ندید. با این حال، باز هم هرمز از جانب پسرش و هواخواهان او نگران بود، و در نتیجه دیگر در تیسفون احساس امنیت نکرد و به ویه‌کواذ (بهقباد) در نزدیکی سلوکیه نقل مکان نمود.

## پادشاهی بر ایران
بهرام چوبین قصد نداشت که حاکمیت پادشاه جدید را بپذیرد، چون خودش سودای پادشاهی داشت. خاندان بهرام مدعی بودند که از نسل شاهان اشکانی اند و بهرام بر این امر تکیه کرده و خودش را پادشاه نامید. از آن جا که سپاه بهرام نیرومند بود، خسرو پرویز عقب‌ نشینی کرد. بهرام پیروزمندانه به پایتخت آمد، به دست خود تاج بر سر گذاشت و با نام بهرام ششم، سکه ضرب کرد. در همین زمان خسرو پرویز از مرز ایران گذشته به امپراتور بیزانس، موریس پناه برد.
یک سال پادشاهی بهرام، همراه با مجموعه‌ای از شورش‌ها بود. وندوی دایی خسرو پرویز که دستگیر و زندانی شده بود، به کمک چند تن از بزرگان، از زندان رهایی یافت و به‌عنوان رهبر مخالفان در مقابل بهرام قرارگرفت. سپس وندوی به آذربادَگان گریخت و نزد برادر خود گستهم به کمک خسرو پرویز رفتند.

## پیکار با خسرو پرویز

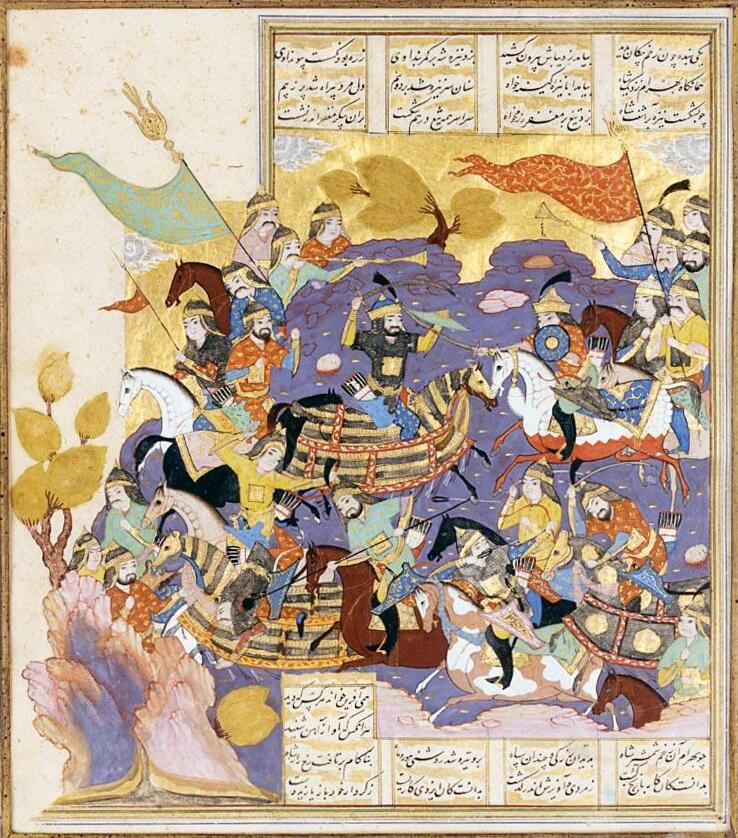
تصویری از نبرد خسروپرویز و بهرام چوبین در شاهنامه

خسرو پرویز که پیشتر به دربار بیزانس گریخته بود، پس از یک سال همراه با سپاهی که امپراتور موریس در اختیارش گذاشته بود به ایران بازگشت و با سپاه بهرام در حوالی شهر گنزک در آذربادَگان جنگید موفق شد او را شکست دهد. بهرام پس از شکست عقب‌ نشینی و از ایران فرار کرد.

## سرانجام بهرام چوبین
در سال ۵۹۱ میلادی بهرام چوبین بعد از شکست در نبرد نهایی با خسرو و سپاهیانش، همراه با باقی‌ماندهٔ سپاهش به سوی ترکان گریخت و با مهربانی تمام از سوی خان ترک پذیرفته شد. در منابع پارسی از این خان ترک نامی برده نشده‌ است. گمان می‌رود این خان یون یوللیق یا تولان خاقان، فرمانروای خاقانات ترک شرقی باشد که با خاقانات ترک غربی جنگ داشتند و شاید به همین سبب بهرام را پناه داد. سرانجام بهرام چوبین در شهر فرغانه درگذشت. خسرو با هدایایی که برای خاتون همسر خان ترک فرستاد، موجبات کشته شدن بهرام را فراهم کرد. خاقان ترک که از مرگ بهرام، غمگین شده بود، از گردیه خواهر بهرام چوبین، خواست که به همسری برادر خاقان، درآید. گردیه پیشنهاد خاقان را نپذیرفت و همهٔ سپاهیانی را که همراه برادر وی، بهرام، به دیار ترکان آمده بودند، از دیار ترکان بیرون آورده و به ایران بازگرداند.

## بهرام چوبین در ادبیات ایران

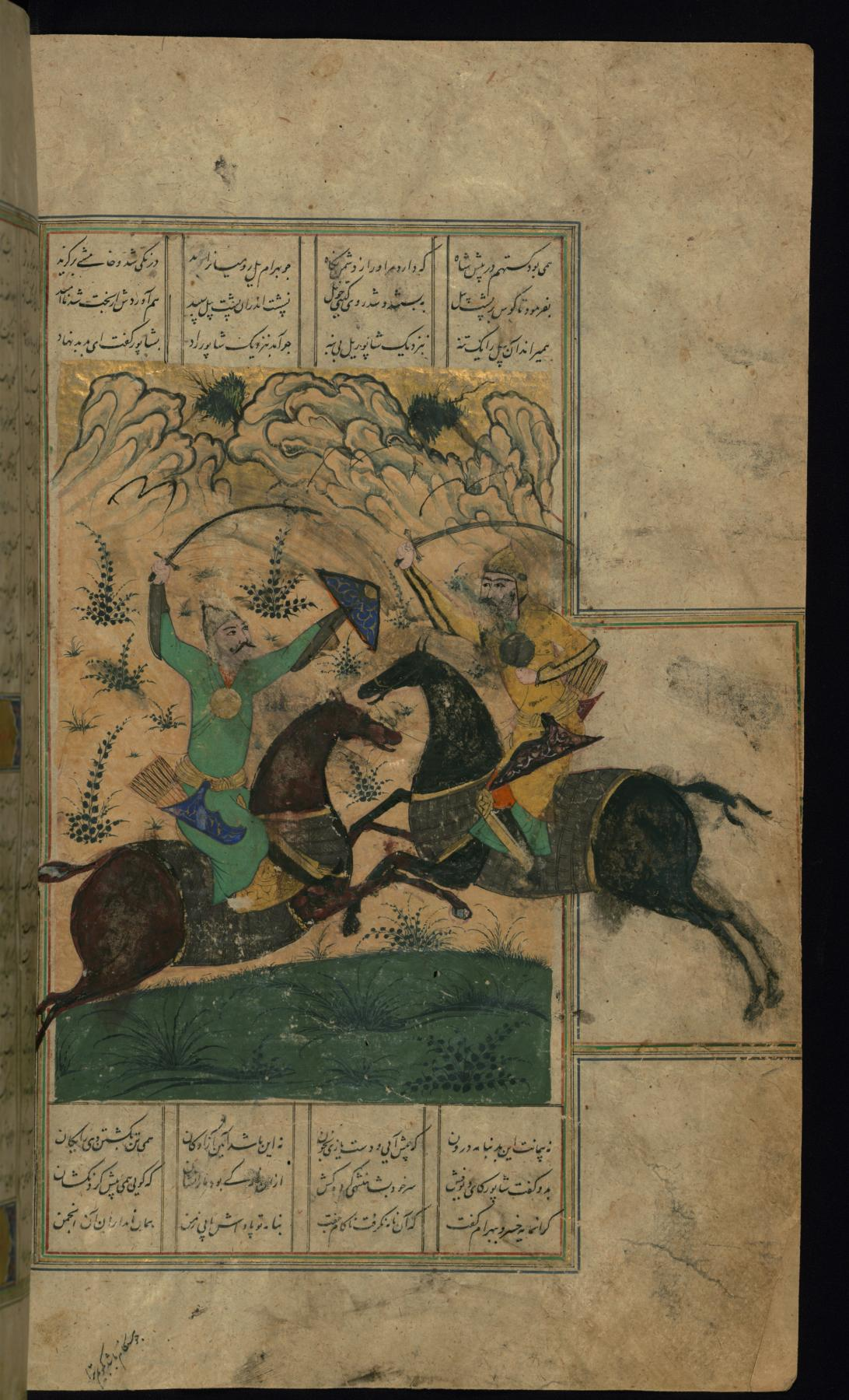
جنگ خسرو و بهرام چوبین

داستان بهرام چوبین در کتابی به عنوان بهرام چوبین نامگ در ایران باستان وجود داشته‌ است که متأسفانه برجای نمانده‌ است. تاریخ‌‌دانان ایرانی چون طبری، دینوری، بلعمی، و فردوسی نیز مطالبی از این داستان را به رشتهٔ تحریر کشیده‌اند.
افسانه‌های بسیاری به بهرام ششم نسبت داده شده است، همانطور که برای بسیاری از قهرمانان در ادبیات فارسی رایج است. در بخش هشتم شاهنامه فردوسی که به دوران حکومت هرمز چهارم و خسرو دوم می‌پردازد، تقریباً به همان اندازه درباره بهرام چوبین پرداخته است. ابن ندیم در "کتاب الفهرست" خود،  بهرام چوبین را با یک راهنمای تیراندازی اعتبار می‌دهد. مدت‌ها پس از مرگ او، در قرن هشتم، سنباد ادعا کرد که ابومسلم نمرده است، بلکه با "المهدی" (منجی) در یک "قلعه برنجی" (یعنی محل اقامت بهرام در ترکستان) است و باز خواهد گشت. این امر نشان‌دهنده محبوبیت پایدار بهرام چوبین در میان ملی‌گرایان ایرانی است. پس از فروپاشی امپراتوری ساسانی، سلسله سامانی که از تبار بهرام چوبین بودند، به یکی از اولین سلسله‌های مستقل ایرانی تبدیل شدند.
سرگذشت پرحادثهٔ بهرام چوبین در اذهان ایرانیان تأثیری قوی گذاشته‌ است و آفریننده افسانهٔ شیرینی به زبان پهلوی شده‌ است که مطالب آن را تاریخ‌دان‌های عرب و ایران، به ویژه فردوسی در کتب خویش آورده‌اند. نویسنده گمنام این روایت توانسته‌ است سرگذشت آن سردار بزرگ ناکام را با بیانی کافی، نمایان و آشکار کند. بنابر قول او بهرام نه تنها در لشکرستانی از قهرمانان نامدار به‌شمار می‌آمده، بلکه در خوی‌های مردانه و اطوار شایسته دارای مقامی عالی بوده‌ است.

## تبارنامه
|  |  |           |           |           |           |           |           |  |  |         |         |         |         |         |         |  |  |  |  |             |        |        |        |        |        |  |  |             |             |             |             |             |             |  |  |                   |                   |                   |                   |                   |                   |  |  |       |       |       |       |       |       |  |  |  |  |  |  |  |  |  |  |  |  |  |  |  |  |  |  |  |  |  |  |  |  |  |  |  |  |  |  |
|  |  |           |           |           |           |           |           |  |  |         |         |         |         |         |         |  |  |  |  | بهرام گشنسپ |        |        |        |        |        |  |  |             |             |             |             |             |             |  |  |                   |                   |                   |                   |                   |                   |  |  |       |       |       |       |       |       |  |  |  |  |  |  |  |  |  |  |  |  |  |  |  |  |  |  |  |  |  |  |  |  |  |  |  |  |  |  |
|  |  |           |           |           |           |           |           |  |  |         |         |         |         |         |         |  |  |  |  |             |        |        |        |        |        |  |  |             |             |             |             |             |             |  |  |                   |                   |                   |                   |                   |                   |  |  |       |       |       |       |       |       |  |  |  |  |  |  |  |  |  |  |  |  |  |  |  |  |  |  |  |  |  |  |  |  |  |  |  |  |  |  |
|  |  |           |           |           |           |           |           |  |  |         |         |         |         |         |         |  |  |  |  |             |        |        |        |        |        |  |  |             |             |             |             |             |             |  |  |                   |                   |                   |                   |                   |                   |  |  |       |       |       |       |       |       |  |  |  |  |  |  |  |  |  |  |  |  |  |  |  |  |  |  |  |  |  |  |  |  |  |  |  |  |  |  |
|  |  |           |           |           |           |           |           |  |  |         |         |         |         |         |         |  |  |  |  |             |        |        |        |        |        |  |  |             |             |             |             |             |             |  |  |                   |                   |                   |                   |                   |                   |  |  |       |       |       |       |       |       |  |  |  |  |  |  |  |  |  |  |  |  |  |  |  |  |  |  |  |  |  |  |  |  |  |  |  |  |  |  |
|  |  |           |           |           |           |           |           |  |  |         |         |         |         |         |         |  |  |  |  |             |        |        |        |        |        |  |  |             |             |             |             |             |             |  |  |                   |                   |                   |                   |                   |                   |  |  |       |       |       |       |       |       |  |  |  |  |  |  |  |  |  |  |  |  |  |  |  |  |  |  |  |  |  |  |  |  |  |  |  |  |  |  |
|  |  | مردان‌سینا | مردان‌سینا | مردان‌سینا | مردان‌سینا | مردان‌سینا | مردان‌سینا |  |  | نامعلوم | نامعلوم | نامعلوم | نامعلوم | نامعلوم | نامعلوم |  |  |  |  |             |        |        |        |        |        |  |  | بهرام چوبین | بهرام چوبین | بهرام چوبین | بهرام چوبین | بهرام چوبین | بهرام چوبین |  |  | گردوی             | گردوی             | گردوی             | گردوی             | گردوی             | گردوی             |  |  | گردیه | گردیه | گردیه | گردیه | گردیه | گردیه |  |  |  |  |  |  |  |  |  |  |  |  |  |  |  |  |  |  |  |  |  |  |  |  |  |  |  |  |  |  |
|  |  | مردان‌سینا | مردان‌سینا | مردان‌سینا | مردان‌سینا | مردان‌سینا | مردان‌سینا |  |  | نامعلوم | نامعلوم | نامعلوم | نامعلوم | نامعلوم | نامعلوم |  |  |  |  |             |        |        |        |        |        |  |  | بهرام چوبین | بهرام چوبین | بهرام چوبین | بهرام چوبین | بهرام چوبین | بهرام چوبین |  |  | گردوی             | گردوی             | گردوی             | گردوی             | گردوی             | گردوی             |  |  | گردیه | گردیه | گردیه | گردیه | گردیه | گردیه |  |  |  |  |  |  |  |  |  |  |  |  |  |  |  |  |  |  |  |  |  |  |  |  |  |  |  |  |  |  |
|  |  |           |           |           |           |           |           |  |  |         |         |         |         |         |         |  |  |  |  |             |        |        |        |        |        |  |  |             |             |             |             |             |             |  |  |                   |                   |                   |                   |                   |                   |  |  |       |       |       |       |       |       |  |  |  |  |  |  |  |  |  |  |  |  |  |  |  |  |  |  |  |  |  |  |  |  |  |  |  |  |  |  |
|  |  |           |           |           |           |           |           |  |  |         |         |         |         |         |         |  |  |  |  |             |        |        |        |        |        |  |  |             |             |             |             |             |             |  |  |                   |                   |                   |                   |                   |                   |  |  |       |       |       |       |       |       |  |  |  |  |  |  |  |  |  |  |  |  |  |  |  |  |  |  |  |  |  |  |  |  |  |  |  |  |  |  |
|  |  |           |           |           |           |           |           |  |  |         |         |         |         |         |         |  |  |  |  | نوشراد      | نوشراد | نوشراد | نوشراد | نوشراد | نوشراد |  |  |             |             |             |             |             |             |  |  | مهران بهرام چوبین | مهران بهرام چوبین | مهران بهرام چوبین | مهران بهرام چوبین | مهران بهرام چوبین | مهران بهرام چوبین |  |  | شاپور | شاپور | شاپور | شاپور | شاپور | شاپور |  |  |  |  |  |  |  |  |  |  |  |  |  |  |  |  |  |  |  |  |  |  |  |  |  |  |  |  |  |  |
|  |  |           |           |           |           |           |           |  |  |         |         |         |         |         |         |  |  |  |  | نوشراد      | نوشراد | نوشراد | نوشراد | نوشراد | نوشراد |  |  |             |             |             |             |             |             |  |  | مهران بهرام چوبین | مهران بهرام چوبین | مهران بهرام چوبین | مهران بهرام چوبین | مهران بهرام چوبین | مهران بهرام چوبین |  |  | شاپور | شاپور | شاپور | شاپور | شاپور | شاپور |  |  |  |  |  |  |  |  |  |  |  |  |  |  |  |  |  |  |  |  |  |  |  |  |  |  |  |  |  |  |
|  |  |           |           |           |           |           |           |  |  |         |         |         |         |         |         |  |  |  |  |             |        |        |        |        |        |  |  |             |             |             |             |             |             |  |  | سیاوش (سیاوخش)    |                   |                   |                   |                   |                   |  |  |       |       |       |       |       |       |  |  |  |  |  |  |  |  |  |  |  |  |  |  |  |  |  |  |  |  |  |  |  |  |  |  |  |  |  |  |
|  |  |           |           |           |           |           |           |  |  |         |         |         |         |         |         |  |  |  |  | تُوگمت       |        |        |        |        |        |  |  |             |             |             |             |             |             |  |  |                   |                   |                   |                   |                   |                   |  |  |       |       |       |       |       |       |  |  |  |  |  |  |  |  |  |  |  |  |  |  |  |  |  |  |  |  |  |  |  |  |  |  |  |  |  |  |
|  |  |           |           |           |           |           |           |  |  |         |         |         |         |         |         |  |  |  |  |             |        |        |        |        |        |  |  |             |             |             |             |             |             |  |  |                   |                   |                   |                   |                   |                   |  |  |       |       |       |       |       |       |  |  |  |  |  |  |  |  |  |  |  |  |  |  |  |  |  |  |  |  |  |  |  |  |  |  |  |  |  |  |
|  |  |           |           |           |           |           |           |  |  |         |         |         |         |         |         |  |  |  |  | جُوتمن       |        |        |        |        |        |  |  |             |             |             |             |             |             |  |  |                   |                   |                   |                   |                   |                   |  |  |       |       |       |       |       |       |  |  |  |  |  |  |  |  |  |  |  |  |  |  |  |  |  |  |  |  |  |  |  |  |  |  |  |  |  |  |
|  |  |           |           |           |           |           |           |  |  |         |         |         |         |         |         |  |  |  |  |             |        |        |        |        |        |  |  |             |             |             |             |             |             |  |  |                   |                   |                   |                   |                   |                   |  |  |       |       |       |       |       |       |  |  |  |  |  |  |  |  |  |  |  |  |  |  |  |  |  |  |  |  |  |  |  |  |  |  |  |  |  |  |
|  |  |           |           |           |           |           |           |  |  |         |         |         |         |         |         |  |  |  |  | سامان‌خدا    |        |        |        |        |        |  |  |             |             |             |             |             |             |  |  |                   |                   |                   |                   |                   |                   |  |  |       |       |       |       |       |       |  |  |  |  |  |  |  |  |  |  |  |  |  |  |  |  |  |  |  |  |  |  |  |  |  |  |  |  |  |  |